# Echitație la Jocurile Olimpice de vară din 2024 - dresaj individual
Proba de echitație dresaj individual de la Jocurile Olimpice de vară din 2024 a avut loc în perioada 30 iulie-4 august 2024 la Palatul Versailles.

## Program
Orele sunt ora Franței (UTC+1) 
| Data                    | Timp  | Etapă                |
| ----------------------- | ----- | -------------------- |
| Marți, 30 iulie 2024    | 11:00 | Grand Prix Ziua 1    |
| Miercuri, 31 iulie 2024 | 10:00 | Grand Prix Ziua 2    |
| Duminică, 4 august 2024 | 10:00 | Grand Prix Freestyle |

## Rezultate

### Grand Prix
| Loc | Grupa | Călăreț                   | Țară                       | Cal                        | Scor GP | Note |
| --- | ----- | ------------------------- | -------------------------- | -------------------------- | ------- | ---- |
| 1   | F     | Jessica von Bredow-Werndl | Germania                   | TSF Dalera                 | 82,065  | C    |
| 2   | D     | Cathrine Laudrup-Dufour   | Danemarca                  | Freestyle                  | 80,792  | C    |
| 3   | D     | Isabell Werth             | Germania                   | Wendy                      | 78,913  | C    |
| 4   | A     | Charlotte Fry             | Marea Britanie             | Glamourdale                | 78,028  | C    |
| 5   | A     | Nanna Skodborg Merrald    | Danemarca                  | Zepter                     | 78,028  | C    |
| 6   | A     | Dinja van Liere           | Olanda                     | Hermes                     | 77,764  | C    |
| 7   | A     | Carl Hester               | Marea Britanie             | Fame                       | 77,345  | C    |
| 8   | B     | Daniel Bachmann Andersen  | Danemarca                  | Vayron                     | 76,910  | C    |
| 9   | D     | Isabel Freese             | Norvegia                   | Total Hope                 | 76,817  | C    |
| 10  | B     | Frederic Wandres          | Germania                   | Bluetooth                  | 76,118  | C    |
| 11  | C     | Becky Moody               | Marea Britanie             | Jagerbomb                  | 74,938  | C    |
| 12  | E     | Emmelie Scholtens         | Olanda                     | Indian Rock                | 74,581  | C    |
| 13  | C     | Patrik Kittel             | Suedia                     | Touchdown                  | 74,317  | C    |
| 14  | E     | Victoria Max-Theurer      | Austria                    | FH Abbeglen                | 74,301  | C    |
| 15  | E     | Therese Nilshagen         | Suedia                     | Dante Weltino              | 73,991  | C    |
| 16  | F     | Pauline Basquin           | Franța                     | Sertorius de Rima Z        | 73,711  | C    |
| 17  | B     | Emma Kanerva              | Finlanda                   | Greek Air                  | 73,680  | C    |
| 18  | E     | Sandra Sysojeva           | Polonia                    | Maxima Bella               | 73,416  | C    |
| 19  | B     | Flore de Winne            | Belgia                     | Flynn FRH                  | 73,028  |      |
| 20  | C     | Adrienne Lyle             | Statele Unite ale Americii | Helix                      | 72,593  |      |
| 21  | F     | Hans Peter Minderhoud     | Olanda                     | Toto Jr,                   | 72,578  |      |
| 22  | D     | Domien Michiels           | Belgia                     | Intermezzo V/H Meerdaalhof | 72,531  |      |
| 23  | C     | Larissa Pauluis           | Belgia                     | Flambeau                   | 72,127  |      |
| 24  | F     | Nicolas Wagner            | Luxemburg                  | Quarter Back Junior FRH    | 71,988  |      |
| 25  | B     | Juliette Ramel            | Suedia                     | Buriël K,H,                | 71,553  |      |
| 26  | D     | Florian Bacher            | Austria                    | Escorial                   | 71,009  |      |
| 27  | E     | Julio Mendoza Loor        | Ecuador                    | Goldstrike                 | 70,839  |      |
| 28  | F     | Borja Carrascosa          | Spania                     | Frizzantino FRH            | 70,823  |      |
| 29  | A     | Corentin Pottier          | Franța                     | Gotilas du Feauillard      | 70,683  |      |
| 30  | D     | Henri Ruoste              | Finlanda                   | Tiffanys Diamond           | 70,621  |      |
| 31  | E     | Alexandre Ayache          | Franța                     | Jolene                     | 70,279  |      |
| 32  | F     | Simone Pearce             | Australia                  | Destano                    | 70,171  |      |
| 33  | A     | João Oliva                | Brazilia                   | Feel Good VO               | 70,093  |      |
| 34  | C     | Hwang Young-shik          | Coreea de Sud              | Delmonte 7                 | 70,000  |      |
| 35  | E     | William Matthew           | Australia                  | Mysterious Star            | 69,953  |      |
| 36  | C     | Claudio Castilla Ruiz     | Spania                     | Hi-Rico Do Sobral          | 69,829  |      |
| 37  | B     | Abigail Lyle              | Irlanda                    | Giraldo                    | 69,441  |      |
| 38  | A     | Justina Vanagaite         | Lituania                   | Nabab                      | 69,208  |      |
| 39  | A     | Jayden Brown              | Australia                  | Quincy B                   | 68,991  |      |
| 40  | F     | Melissa Galloway          | Noua Zeelandă              | Windermere J'Obei W        | 68,913  |      |
| 41  | A     | Naima Moreira Laliberte   | Canada                     | Statesman                  | 68,711  |      |
| 42  | D     | Yessin Rahmouni           | Maroc                      | All At Once                | 68,696  |      |
| 43  | F     | Camille Carier Bergeron   | Canada                     | Finnländerin               | 68,338  |      |
| 44  | E     | Rita Ralao Duarte         | Portugalia                 | Irao                       | 68,261  |      |
| 45  | A     | Stefan Lehfellner         | Austria                    | Roberto Carlos MT          | 68,183  |      |
| 46  | B     | Patricia Ferrando         | Venezuela                  | Honnaisseur                | 67,143  |      |
| 47  | B     | Katarzyna Milczarek       | Polonia                    | Guapo                      | 66,910  |      |
| 48  | B     | António do Vale           | Portugalia                 | Fine Fellow H              | 66,910  |      |
| 49  | C     | Chris von Martels         | Canada                     | Eclips                     | 66,863  |      |
| 50  | C     | Maria Caetano             | Portugalia                 | Hit Plus                   | 66,630  |      |
| 51  | F     | Steffen Peters            | Statele Unite ale Americii | Suppenkasper               | 66,490  |      |
| 52  | D     | Anush Agarwalla           | India                      | Sir Caramello OLD          | 66,444  |      |
| 53  | C     | Alisa Glinka              | Republica Moldova          | Abercrombie                | 66,056  |      |
| 54  | E     | Joanna Robinson           | Finlanda                   | Glamouraline               | 65,630  |      |
| 55  | C     | Andrina Suter             | Elveția                    | Fibonacci                  | 65,590  |      |
| 56  | A     | Caroline Chew             | Singapore                  | Zatchmo                    | 63,351  |      |
| 57  | E     | Yvonne Losos de Muniz     | Republica Dominicană       | Aquamarijn                 | 61,211  |      |
| 58  | D     | Juan Antonio Jiménez      | Spania                     | Euclides MOR               | 60,171  |      |
| 59  | F     | Aleksandra Szulc          | Polonia                    | Breakdance                 | 60,078  |      |
| -   | B     | Marcus Orlob              | Statele Unite ale Americii | Jane                       | EL      | EL   |

### Grand Prix Freestyle
| Loc | Călăreț                   | Țară           | Cal                 | Scor GPF | Note |
| --- | ------------------------- | -------------- | ------------------- | -------- | ---- |
| 1   | Jessica von Bredow-Werndl | Germania       | TSF Dalera          | 90,093   |      |
| 2   | Isabell Werth             | Germania       | Wendy               | 89,614   |      |
| 3   | Charlotte Fry             | Marea Britanie | Glamourdale         | 88,971   |      |
| 4   | Dinja van Liere           | Olanda         | Hermes              | 88,432   |      |
| 5   | Cathrine Laudrup-Dufour   | Danemarca      | Freestyle           | 88,093   |      |
| 6   | Carl Hester               | Marea Britanie | Fame                | 85,161   |      |
| 7   | Daniel Bachmann Andersen  | Danemarca      | Vayron              | 84,850   |      |
| 8   | Becky Moody               | Marea Britanie | Jagerbomb           | 84,357   |      |
| 9   | Nanna Skodborg Merrald    | Danemarca      | Zepter              | 83,293   |      |
| 10  | Isabel Freese             | Norvegia       | Total Hope OLD      | 83,050   |      |
| 11  | Emmelie Scholtens         | Olanda         | Indian Rock         | 81,750   |      |
| 12  | Emma Kanerva              | Finlanda       | Greek Air           | 81,607   |      |
| 13  | Frederic Wandres          | Germania       | Bluetooth OLD       | 81,350   |      |
| 14  | Patrik Kittel             | Suedia         | Touchdown           | 80,854   |      |
| 15  | Sandra Sysojeva           | Polonia        | Maxima Bella        | 80,075   |      |
| 16  | Pauline Basquin           | Franța         | Sertorius de Rima Z | 79,118   |      |
| 17  | Victoria Max-Theurer      | Austria        | Abbeglen FH NRW     | 75,375   |      |
| 18  | Therese Nilshagen         | Suedia         | Dante Welting OLD   | 74,714   |      |